# Европска јегуља
Европска јегуља (лат. Anguilla anguilla) је риба из породице јегуља (Anguillidae).

## Опис и грађа
Има дугачко, цилиндрично тело, само јој је реп мало спљоштен. Глава јој је конусна, мала и на њој се налазе мале очи, а на губици, два пара наглашених ноздрва које су значајне за чуло мириса. Има велика уста. Доња вилица јој је нешто дужа, а у обе вилице су јој усађени мали оштри зуби којих има много. Очи су јој жућкастосребрнасте и мале. Уски шкржни отвори су јој знатно померени уназад. Леђно и подрепно пераје су врло дугачки и заједно са репним, спајају се у једно јединствено пераје, које обухвата целу задњу половину тела. Трбушних пераја нема. Меке жбице пераја покривене су дебелом кожом, па се једва примећују. Само пекторална пераја одају да ова животиња припада рибама. Испод густог слоја слузи, тело јој је прекривено осетљивом и врло дугом крљушти, углавном неправилно распоређеном. Ситне љуске испод слоја слузи не виде се код примерака млађих од четири године. Боја тела јегуље се са годинама мења. Боја тела јој је различита и креће се од тамнозелене до сивоцрне. У принципу је црна или браон са горње стране, а жута или сребрна са трбушне стране. Полно зреле јегуље на боковима имају сребрнкасти одсјај, леђа зеленосива, а трбух бео. Трбух јој је иначе жућкастобео или плавичастомрк. Код старијих јегуља дужина варира. Женке могу постићи дужину од 1,5 m, док мужјаци јако споро расту и ретко прелазе 0.5 m.

## Ареал и станиште
Живи у сливовима Балтичког, Средоземног и Северног мора. Ретко се налази у црноморском сливу. Европска јегуља насељава Европу дуж обале Атлантског океана, Медитеранског, Азовског и Црног мора. Женке одлазе у горње токове, а мужјаци остају у слаткастим - бочатним водама на ушћу. Женке су у стању да у потрази за храном мигрирају и до 1.000 метара надморске висине. Поред река, јегуља радо настањује мања језера, канале и потоке. Јегуља је стално у заседи, у очекивању могућег оброка, па самим тим се скрива на тамним местима - дно са стеновитим одронима, старе конструкције, носачи и стубови мостова, у потопљеним стаблима и дрвећу, у шупљинама стрмих обала, у заплетеном корењу. Њена активност почиње пред сумрак, и траје све до јутра. Изузетак су облачни и кишни пролећни и јесењи дани дани када порасте водостај или летње олује замуте воду. Речна јегуља је пролазна риба, јер не проводи цео живот у слаткој води, мада постоји разлика између јегуље и тзв. пролазних риба. Те друге одрастају у мору, а у слатке воде долазе да се измресте, а јегуља, расте и развија се у слаткој води, а у море одлази да се измрести и на том путу савладава тешке препреке како би доспела у море. Наука још увек открива како јегуља успева да преброди све препреке, па чак и оне које ни лососи не могу. Могу да се крећу по мочварним областима захваљујући дисању преко коже, чиме усвајају половину потребног кисеоника. Упркос неким веровањима, не могу да прелазе већа растојања на сувом. У зимском периоду јегуља се завлачи и до 40 центиметара дубине у муљ.

## Исхрана
Воли водене површине обрасле трском и другим воденим биљем, насељава реке са муљевитим - глинастим дном, а избегава реке и језера са каменитим или пешчаним дном. Дању јегуља мирује у муљу, а ноћу полази у потрагу за храном, а у стању је и да за један дан пређе 20 до 40 километара. Може се рећи да јегуља није пробирљива кад је у питању храна, јер она једе све: рибе, речне ракове, водене пужеве, црве, водене и копнене инсекте.

## Размножавање
Јегуља је своје размножавање обавила тајном јер још нико није видео љубавну игру ове рибе, мада се сви научници слажу да се одвија у Саргашком мору, код Флориде, где се мрести од фебруара до априла. Када одрасту у слаткој води, јегуље отпочињу своје путовање према мору, где се мресте. Мужјаци постају полно зрели за 4 до 14 година, а женке за 10 до 14 година. Када постану полно зреле, одрасле јегуље мењају своју тамну боју у сребрну, а тада су и изразито прождрљиве. Када се довољно угоје престају да једу. Женка јегуље носи преко милион јајашаца икре, а да би јајашца изашла из њеног тела потребан је притисак великих дубина. Све време свога пута ка мору где се мрести, она не једе, па када, потпуно исцрпљена, стигне до Саргашког мора, где се спушта на дубину од 400 до 700 метара, она после мреста угине. Оплођена јаја се, постепено ношене Голфском струјом, дижу према површини и на том путу ка површини се излегу мале јегуље које су тада велике 5-6 mm. Када дођу до воде на површини, имају облик листова, пљоснате су, танке и провидне и дуге 10 mm. Када стигну на површину, јединке се раздвајају на оне које одлазе на исток – ка обалама Европе, и на оне које одлазе на запад – ка обали Северне Америке. Путовање до Европе траје до три године, а до Америке нешто краће. Ларва јегуље се назива leptocefalus што значи ускоглава и она се храни ситним планктонским организмима. На том путу јегуље све више расту и полако, дошавши до обала, улазе у реке, до пребивалишта својих родитеља. При нормалним условима јегуља расте и развија се прилично споро, тако да дужину од 100 центиметара постиже у својој петој или шестој години.
Када стигну до обала Европе, после 2 до 3 године, мале јегуље су дуге 6 до 7,5 центиметара. Мужјаци ће током читавог боравка у слаткој води остати код првих километара река, док ће женке, веће и снажније, покушавати да дођу до извора, ако они нису изнад 1000 метара надморске висине. При крају полне зрелости, јегуље силазе према океану и враћају се у родни крај у циљу размножавања.

## Значај
Европска јегуља се користи као храна, мада пошто на први поглед личи на змију, у неким се крајевима и не користи као храна, јер је не сматрају рибом. Крв им је отровна, али на температури преко 80 °C губи токсичност. Лови се мрежом потегачом, вршом, парангалом, штапом, остима.